# Bass Rush: ECOGEAR PowerWorm Championship
Bass Rush: ECOGEAR PowerWorm Championship (バスラッシュ～ECOGEAR PowerWorm Championship～) est un jeu vidéo de pêche sorti en 2000 sur Nintendo 64. Le jeu a été développé et édité par Visco Corporation.